# Leeuwenbergh Gasthuis
Het Leeuwenbergh Gasthuis is een rijksmonumentaal gebouw aan het Servaasbolwerk in de Nederlandse stad Utrecht.
Bij de oostelijke stadsmuur werd in 1567 een pesthuis gebouwd met geld uit de nalatenschap van Agnes van Leeuwenberch. Het bestaat uit een tweebeukige ruimte van 500 m² en wat bijgebouwen. Bij gebrek aan pestlijders deed het dienst als gasthuis. Later werd het gebruikt als kazerne, universiteitsgebouw, laboratorium en tehuis voor aankomende apothekers.
In 1930 nam de Nederlandse Protestantenbond het pand als kerkgebouw in gebruik, na verbouwing onder leiding van de architect G.W. van Heukelom.  Vanaf 2004 was het gebouw eigendom van de Stichting Vrienden van Leeuwenbergh die het in 2007 heeft laten restaureren. Het gebouw werd gebruikt voor concerten en lezingen. Vanaf 1 februari 2008 was Leeuwenbergh verhuurd aan Muziekcentrum Vredenburg, dat de zaal tot de ingebruikname van TivoliVredenburg op 1 april 2014 gebruikte ter vervanging van de kleine concertzaal voor onder meer kamermuziek. De grote concerten werden in die periode gegeven in een tijdelijk gebouw in de wijk Leidsche Rijn, dat vanwege de rode kleur ook wel de "Rode Doos" werd genoemd. Daarna werd het pand eigendom van Stadsherstel Utrecht, en in de zomer van 2020 opende ConcertLab er een podium c.q. video-opnamestudio voor akoestische muziek.

## Orgel
In 1931 werd een orgel geplaatst van de Utrechtse orgelbouwer Johan de Koff, dat in 1954 als achterhaald werd beschouwd en vervangen werd door een nieuw orgel van Dirk Andries Flentrop. Dit heeft twee manualen, 22 registers en een vrij pedaal. Bij het ontwerp speelden de inzichten van Albert Schweitzer een rol.
Het orgel werd in 2018 overgebracht naar de Grote of Sint-Michaëlskerk in Zwolle, omdat het weinig meer bespeeld werd. Dat de Stichting Vrienden van Leeuwenbergh het had laten verwijderen leverde een controverse op met de gemeente Utrecht, omdat het orgel deel uitmaakt van het rijksmonument volgens de 'redengevende omschrijving' bij de Rijksdienst voor het Cultureel Erfgoed. Het gemeentelijk oordeel werd door de rijksdienst ondersteund. Het Flentrop-orgel was in 2010 in die omschrijving opgenomen op verzoek van de Stichting Leeuwenbergh, omdat dat nuttig zou kunnen zijn bij het verwerven van fondsen voor de noodzakelijke restauratie. In de zomer van 2019 werd door de eigenaar Stadsherstel Utrecht geopperd dat het instrument zou moeten worden teruggehaald naar Leeuwenbergh om het "onrechtmatig handelen" ongedaan te maken.